# Turdoides leucopygia
El turdoide culiblanco (Turdoides leucopygia) es una especie de ave paseriforme de la familia Leiothrichidae endémica de África Oriental.

## Distribución y hábitat
Se encuentra únicamente en África oriental, distribuido por Etiopía, Eritrea, Somalia y Sudán del Sur. Su hábitat natural son las sabana y las zonas de matorral seco.